# Anastasia Starchenkova
 (novembre 2024).
Anastasia Mikhailovna Starchenkova  (en russe : Анастасия Михайловна Старченкова); né le 31 août 1983 dans l'Kalouga (URSS)  est une critique de cinéma russe et une figure de l'industrie cinématographique. Elle est une experte reconnue de l'industrie,,,,.
Elle entre au département d'études cinématographiques de VGIK, dont elle sort diplômée en 2009.
Elle a également travaillé pendant environ un an au Cinema Club de Winzavod. En tant que traductrice, elle a collaboré avec la maison d'édition Amphora, travaillant notamment sur les livres The Monster Show: A Cultural History of Horror (de David J. Skal)  et Michael Jackson: A Visual Documentary 1958-2009.
Depuis juillet 2014, directrice exécutive,,,, et directrice de la distribution de filmsn  de la société de distribution de films Exponenta Film, l'un des leaders du marché du cinéma en Russie et dans les pays de la CEI,.